# Victorinus Strigel
Victorinus (eller Viktorin) Strigel (eller Strigelius), född den 26 december 1524 i Kaufbeuren i Schwaben, död den 26 juni 1569 i Heidelberg, var en tysk protestantisk teolog.
Strigel studerade i Augsburg, Freiburg och Wittenberg och blev 1548 professor vid det nyupprättade pedagogium som var föregångare till universitetet i Jena. I Wittenberg hade Strigel på det närmaste slutit sig till Melanchthon, och även i sin senare verksamhet framträdde han i stort sett som en av dennes hängivnaste lärjungar och efterliknare. Under sina första år i Jena lät han sig visserligen under trycket från sin därvarande omgivning dragas med i de stränga lutheranernas ("gnesiolutheranernas") opposition mot vissa av Melanchthons läror. Snart började dock hans sympatier för den melanchthonska eller filippistiska läroriktningen framträda. Och sedan gnesiolutheranernas stridbaraste representant, Flacius, 1557 kallats till Jena, ledde motsatsen mellan honom och Strigel till en av reformationstidens svåraste lärostrider. På hertig Johan Fredriks befallning hade Strigel själv nödgats deltaga i utarbetandet av den mot filippismen riktade Weimarska konfutationsboken. Men efter dennas sanktion 1559 riktade han mot den en ståndaktig protest. Särskilt gällde Strigels opposition läran om viljans totala passivitet i omvändelseverket, i vilken fråga Strigel intog en synergistisk ståndpunkt. På grund av detta kastades han av hertigen i mars 1559 i fängelse. På grund av påtryckningar från olika håll frigavs han i september samma år, men förblev alltjämt avstängd från utövningen av sitt ämbete.
Ett av hertigen anordnat offentligt "colloquium" (samtal) under 13 sammanträden 2–8 augusti 1560 mellan Strigel och Flacius medförde emellertid en begynnande omsvängning i hertigens stämning, och 1561 fördrevs Flacius och hans närmaste anhängare från Jena, medan Strigel officiellt vann full upprättelse. Trots detta blev han emellertid alltjämt föremål för häftiga angrepp och mottog därför med glädje en kallelse till professor i Leipzig 1563. Där gav han otvetydigare uttryck åt sina synergistiska tendenser. Men då han därjämte började röja tydliga sympatier för den reformerta åskådningen i nattvardsläran, i vilken han förut intagit en utpräglat luthersk ståndpunkt, förbjöds han 1567 att vidare utöva sin lärarverksamhet. Han vann nu, sedan han öppet bekänt sin anslutning, till den reformerta nattvardsläran, anställning (1567) som professor i etik vid det reformerta universitetet i Heidelberg. Då han emellertid alltjämt vidhöll sin, mot den reformerta predestinationsläran stridande, synergism, blev han även där föremål för många angrepp.
Einar Billing avger följande omdöme om honom i Nordisk familjebok: "Särskildt genom sin grundliga filosofiska skolning intager S. en betydande plats bland reformationstidens teologer."